# Jake Owen
Joshua Ryan Owen, detto Jake (Vero Beach, 28 agosto 1981), è un cantante statunitense, esponente di musica country.

## Discografia

### Album in studio
- 2006 - Startin' with Me
- 2009 - Easy Does It
- 2011 - Barefoot Blue Jean Night
- 2013 - Days of Gold

### EP
- 2012 - Endless Summer

### Singoli
- 2006 - Yee Haw
- 2006 - Startin' with Me
- 2007 - Something About a Woman
- 2008 - Don't Think I Can't Love You
- 2009 - Eight Second Ride
- 2010 - Tell Me
- 2011 - Barefoot Blue Jean Night
- 2011 - Alone with You
- 2012 - The One That Got Away
- 2013 - Anywhere with You
- 2013 - Days of Gold
- 2014 - Beachin'
- 2014 - What We Ain't Got
- 2015 - Real Life